# Panaropsis
Panaropsis es un género de mariposas de la familia Riodinidae.

## Descripción
Especie tipo por designación original Panara elegans Schaus, 1920.

## Diversidad
Existen 4 especies reconocidas en el género, todas ellas tienen distribución neotropical.
- P. elegans
- P. inaria
- P. semiota
- P. thyatira